# Afrohelotina africana
Afrohelotina africana là một loài bọ cánh cứng trong họ Helotidae. Loài này được Olliff miêu tả khoa học năm 1884.